# Lilacze
Lilacze (bułg. Лиляче) – wieś w północno-zachodniej Bułgarii, w obwodzie Wraca, w gminie Wraca.
Wieś położona jest 14 km na północ od Wracy. Znajduje się w regionie krasowym, który jest unikatowy pod względem cech geomorfologicznych warunków. Występuje tu wiele jaskiń, przepaści, urwisk, kanionów, źródeł. Prowadzone są tutaj wykopaliska archeologiczne, gdzie znajdują się szczątki ludzkiej kultury od późnej epoki kamiennej – paleolitu.